# تانگلین
تانگلین (به انگلیسی: Tanglin) یک ناحیهٔ شهری در کشور سنگاپور است که در سرشماری سال ۲۰۱۰ میلادی، ۱۷٬۲۹۳ نفر جمعیت داشته‌است.